# بريت لي مان
بريت لي مان (بالإنجليزية: Brett Le Man)‏ هو لاعب دوري الرغبي أسترالي، ولد في 1962.